# Victor Kahn
Victor Kahn (russisch Виктор Кан; * 18. Januar 1889 in Moskau; † 6. Oktober 1971 in Nizza) war ein französischer Schachspieler russischer Herkunft.
Kahn verließ Russland in der ersten Hälfte der 1910er Jahre und ließ sich 1919 in Frankreich nieder, nachdem er zwischenzeitlich in Schweden, Dänemark und Deutschland lebte. Im Jahre 1930 erhielt er die französische Staatsbürgerschaft. Kahn gewann 1934 die französische Meisterschaft und nahm mit Frankreich an den Schacholympiaden 1931, 1933, 1935 und 1939 teil. Bei der inoffiziellen Schacholympiade 1924 ging er als Vertreter Russlands an den Start. Kahn spielte für den Nizzaer Verein Nice Alekhine. Seine höchste historische Elo-Zahl war 2440 im April 1936.
Kahn schrieb die Werke La défense du fianchetto dame, La pratique moderne des ouvertures dans la partie d'échecs, La conduite de la partie d'échecs sowie (jeweils zusammen mit Georges Renaud) de Les Echecs, L'Art de Faire Mat, Les Six Candidats au Championnat du Monde, La Partie Espagnole und Les Echecs dans le Monde 1951. Er war auch als Schachschiedsrichter tätig und leitete nach dem Zweiten Weltkrieg mehrmals die französischen Einzelmeisterschaften.